# Spathiphyllum atrovirens
Spathiphyllum atrovirens är en kallaväxtart som beskrevs av Heinrich Wilhelm Schott. Spathiphyllum atrovirens ingår i släktet Spathiphyllum och familjen kallaväxter. Inga underarter finns listade.